# Antonio de Bolòs y Vaireda
Antonio de Bolòs y Vaireda (1889 – 1975) è stato un botanico e professore spagnolo.

## Biografia
Bolòs partecipò assieme al botanico Font Quer e a Antonio Sierra Ráfols (1919-1999) a numerose campagne di raccolta di campioni in Catalogna, Aragona e Valencia.
Lavorò presso l'Instituto Botánico de Barcelona, di cui divenne anche direttore.

## Opere principali
- con Oriol de Bolòs y Capdevila: Vegetación de las comarcas barcelonesas. Descripción geobotánica y catálogo florístico según estudios efectuados por el propio autor y por Oriol de Bolos y Capdevila, Instituto Español de Estudios Mediterráneos, Barcellona, 1950, 579 pagg.
- con Mariano Losa y España: Nuevos datos para la historia de la familia Salvador, Publicac. de la Real Academia de Farmacia 3., Ed. Reial Acadèmia de Farmàcia de Barcelona, 1959, 65 pagg.